# 2000年夏季残疾人奥林匹克运动会意大利代表团
2000年夏季残疾人奥林匹克运动会意大利代表团是意大利派出的2000年夏季残疾人奥林匹克运动会代表团。获得9枚金牌、8枚银牌和10枚铜牌。